# لوسيتو
لوسيتو (بالإيطالية: Lucito)‏ هي كومونا في مقاطعة كمبباسة في منطقة مليزة الإيطالية، وتقع على بعد حوالي 20 كيلومتر (12 ميل) شمال كمبباسة.